# Charles-Pierre-Martial Ardant du Picq
Charles-Pierre-Martial Ardant du Picq, francoski general, * 7. junij 1879, Limoges, † 8. junij 1940, Eaubonne.